# Kanton Ramerupt
Kanton Ramerupt (fr. Canton de Ramerupt) byl francouzský kanton v departementu Aube v regionu Champagne-Ardenne. Tvořilo ho 24 obcí. Zrušen byl po reformě kantonů 2014.

## Obce kantonu
- Avant-lès-Ramerupt
- Brillecourt
- Chaudrey
- Coclois
- Dampierre
- Dommartin-le-Coq
- Dosnon
- Grandville
- Isle-Aubigny
- Lhuître
- Longsols
- Mesnil-la-Comtesse
- Mesnil-Lettre
- Morembert
- Nogent-sur-Aube
- Ortillon
- Pougy
- Ramerupt
- Saint-Nabord-sur-Aube
- Trouans
- Vaucogne
- Vaupoisson
- Verricourt
- Vinets